# 1989 au cinéma
| Années du cinéma : 1986 - 1987 - 1988 - 1989 - 1990 - 1991 - 1992    |
| Décennies du cinéma : 1950 - 1960 - 1970 - 1980 - 1990 - 2000 - 2010 |

Cet article présente les faits marquants de l'année 1989 au cinéma.

## Festivals

### Cannes
- Le 42e Festival de Cannes se tient du 11 au 23 mai. Le film Sexe, Mensonges et Vidéo (Sex, Lies and Videotapes) de Steven Soderbergh reçoit la Palme d'or.

### Autres festivals
- 11e édition du Festival panafricain du cinéma et de la télévision de Ouagadougou (Fespaco). Héritage… Africa, de Kwaw Ansah (Ghana) obtient le grand prix (Étalon de Yennenga).

## Récompenses

### Oscars
- La 62e cérémonie des Oscars se déroule le 26 mars 1990. La soirée est animée par Billy Crystal.
- Meilleur film et Meilleur réalisateur : Miss Daisy et son chauffeur (Driving Miss Daisy) de Bruce Beresford (Australie)
- Meilleure actrice : Jessica Tandy, Miss Daisy et son chauffeur
- Meilleur acteur : Daniel Day-Lewis, My Left Foot
- Meilleur film étranger : Cinema Paradiso (Italie), Giuseppe Tornatore

Article détaillé : Oscars du cinéma 1989

### Césars
- La 14e cérémonie des Césars est présidée par Peter Ustinov.
- César du meilleur film : Camille Claudel de Bruno Nuytten avec Isabelle Adjani, qui remporte également le César de la meilleure actrice.
- Meilleur Acteur : Jean-Paul Belmondo, Itinéraire d'un enfant gâté
- Meilleur Réalisateur : L'Ours de Jean-Jacques Annaud

Article détaillé : 14e cérémonie des César

### Autres récompenses
- Prix Louis-Delluc : Un monde sans pitié d'Éric Rochant
- Prix Romy-Schneider : Mathilda May
- Prix Jean-Vigo : Chine, ma douleur, de Dai Sijie

## Box-Office

### France
| Class.                    | Titre                                 | Pays                  | Réalisateur      | Box-Office France |
| ------------------------- | ------------------------------------- | --------------------- | ---------------- | ----------------- |
| 1.                        | Rain Man                              | États-Unis d'Amérique | Barry Levinson   | 6 473 517 entrées |
| 2.                        | Indiana Jones et la Dernière Croisade | États-Unis d'Amérique | Steven Spielberg | 6 249 051 entrées |
| 3.                        | Retour vers le futur 2                | États-Unis d'Amérique | Robert Zemeckis  | 2 992 497 entrées |
| 4.                        | Oliver et Compagnie                   | États-Unis d'Amérique | George Scribner  | 2 858 997 entrées |
| 5.                        | Un poisson nommé Wanda                | États-Unis d'Amérique | Charles Crichton | 2 212 414 entrées |
| Source :cbo-boxoffice.com |                                       |                       |                  |                   |

### États-Unis
| Classement | Titre                                 | Réalisateur      | Distribution       | Recettes U.S. | Recettes Monde |  |
| ---------- | ------------------------------------- | ---------------- | ------------------ | ------------- | -------------- |  |
| 1          | Batman                                | Tim Burton       | Warner Bros.       | 251 188 924 $ | 413 200 000 $  |  |
| 2          | Indiana Jones et la Dernière Croisade | Steven Spielberg | Paramount Pictures | 197 171 806 $ | 474 171 806 $  |  |
| 3          | L'Arme fatale 2                       | Richard Donner   | Warner Bros.       | 147 253 986 $ | 227 300 000 $  |  |
| 4          | Allô maman, ici bébé !                | Amy Heckerling   | Sony               | 140 088 813 $ | 297 100 000 $  |  |
| 5          | Retour vers le futur 2                | Robert Zemeckis  | Universal          | 118 450 002 $ | 332 000 000 $  |  |

## Principaux films de l'année
- Les Accusés de Jonathan Kaplan, avec Kelly McGillis et Jodie Foster (sortie en France: 22 février).
- Abyss film fantastique de James Cameron, avec Ed Harris (sortie en France: 27 septembre).
- Susie et les Baker Boys comédie dramatique américaine de Steven Kloves, avec Michelle Pfeiffer, Beau Bridges et Jeff Bridges, Ellie Raab.
- Drugstore Cowboy : comédie dramatique américaine de Gus Van Sant avec Matt Dillon, Kelly Lynch, James LeGros, Heather Graham.
- Indiana Jones et la Dernière Croisade : film d'aventure fantastique américain réalisé par Steven Spielberg avec Harrison Ford, Sean Connery, Denholm Elliott.
- Retour vers le futur 2 : réalisé par Robert Zemeckis avec Michael J. Fox, Christopher Lloyd.
- Rain Man : film américain réalisé par Barry Levinson avec Dustin Hoffman, Tom Cruise, Valeria Golino.
- Mississippi Burning : film américain d'Alan Parker avec Gene Hackman, Willem Dafoe.
- Batman : film fantastique américain réalisé par Tim Burton avec Michael Keaton, Kim Basinger, Jack Nicholson.
- Quand Harry rencontre Sally : film américain réalisé par Rob Reiner avec Billy Crystal, Meg Ryan.
- SOS Fantômes 2 : film américain réalisé par Ivan Reitman avec Bill Murray, Dan Aykroyd, Sigourney Weaver.
- Cinema Paradiso : film italien réalisé par Giuseppe Tornatore avec Philippe Noiret, Jacques Perrin.
- L'Arme fatale 2 : film américain réalisé par Richard Donner avec Mel Gibson et Danny Glover.
- Black Rain: film américain réalisé par Ridley Scott avec Michael Douglas et Andy Garcia.
- Cyborg : film américain réalisé par Albert Pyun avec Jean-Claude Van Damme, Deborah Richter, Vincent Klyn.
- Invasion Los Angeles : film de science-fiction de John Carpenter avec Roddy Piper, Keith David, Meg Foster.
- Permis de tuer : film britannique réalisé par John Glen de la série des James Bond, incarné dans ce film par Timothy Dalton.
- Sexe, Mensonges et Vidéo : film américain réalisé par Steven Soderbergh avec Andie MacDowell, James Spader, Peter Gallagher.
- À la poursuite de Garlic : film japonais réalisé par Daisuke Nishio avec Akira Toriyama.
- La Petite Sirène : film américain des studios Disney réalisé par John Musker et Ron Clements.
- Haute Sécurité, film de John Flynn, avec Sylvester Stallone
- Tango & Cash, film d'Andrei Kontchalovski & Albert Magnoli, toujours avec Sylvester Stallone
- Karaté Kid 3, film de John G. Avildsen, avec Ralph Macchio
- Allô maman, ici bébé, film d'Amy Heckerling, avec John Travolta.

L'année 1989 est également une année à suite. En effet, dès le mois de février sort La Mouche 2, suivi par un autre divertissement d'horreur Halloween 5 : La Revanche de Michael Myers. Toujours dans ce registre sort la seule suite que Bill Murray ait accepté de tourner, SOS Fantômes 2.
Pour ce qui est des trilogies, Steven Spielberg termine la sienne avec le troisième volet d’Indiana Jones, et Robert Zemeckis poursuit la sienne avec Retour vers le futur 2.
Mel Gibson et Danny Glover se retrouvent devant la caméra de Richard Donner pour L'Arme fatale 2, et Monsieur Spock poursuit ses voyages dans Star Trek 5 : L'Ultime Frontière.

## Principales naissances
- 11 février : Adèle Haenel
- 16 février : Elisabeth Olsen
- 24 février : Daniel Kaluuya
- 5 mars : Jake Lloyd
- 13 mars : Pierre Niney
- 26 avril : Luke Bracey
- 3 mai : Ralph Amoussou
- 20 juin : Pierre Lottin
- 23 juillet : Daniel Radcliffe
- 2 août : Priscilla Betti
- 1er octobre : Brie Larson
- 24 octobre : David Castañeda
- 13 décembre : Taylor Swift

## Principaux décès
- 3 février : John Cassavetes, réalisateur américain
- 5 février : André Cayatte, réalisateur français
- 14 février : James Bond (ornithologue) qui donna son nom au célèbre agent secret 007 inventé par Ian Fleming
- 6 mars : Harry Andrews, acteur britannique
- 29 mars : Bernard Blier, acteur français (° 1916)
- 26 avril : Lucille Ball, actrice américaine
- 30 avril : Sergio Leone, réalisateur italien de western spaghetti
- 20 mai : Gilda Radner, actrice et humoriste américaine
- 3 juillet : Jim Backus, acteur américain
- 6 juillet : Jean Bouise, comédien français
- 7 juillet : Franklin J. Schaffner, réalisateur américain
- 10 juillet : Andrex, acteur français
- 11 juillet : Laurence Olivier, acteur, metteur en scène, directeur de théâtre, réalisateur et scénariste anglais
- 4 septembre : Georges Simenon, écrivain belge, (° 1903)
- 4 octobre :
  - Graham Chapman, acteur britannique membre de Monty Python
  - Noël-Noël, acteur et réalisateur français
- 21 octobre : Jean Image, réalisateur français de films d'animation, (° 1910)
- 28 octobre : Libero Miguel, cinéaste brésilien (° 1932)
- 16 décembre : Silvana Mangano, actrice de cinéma italienne (° 1930)

## Divers
Le cinémobile est mis en circulation en France dans la région Centre.